# Базель SBB

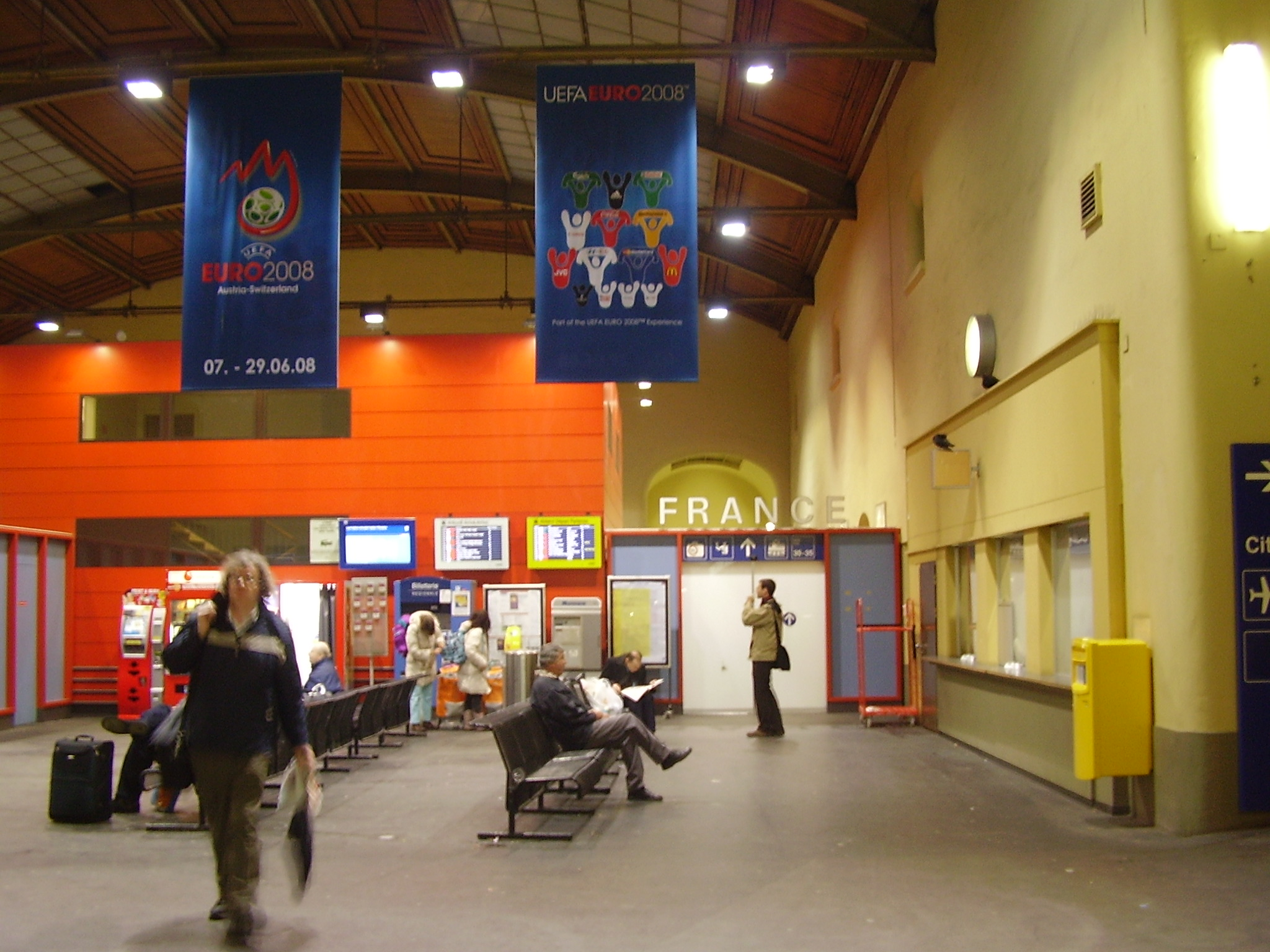
Вход во французскую часть вокзала

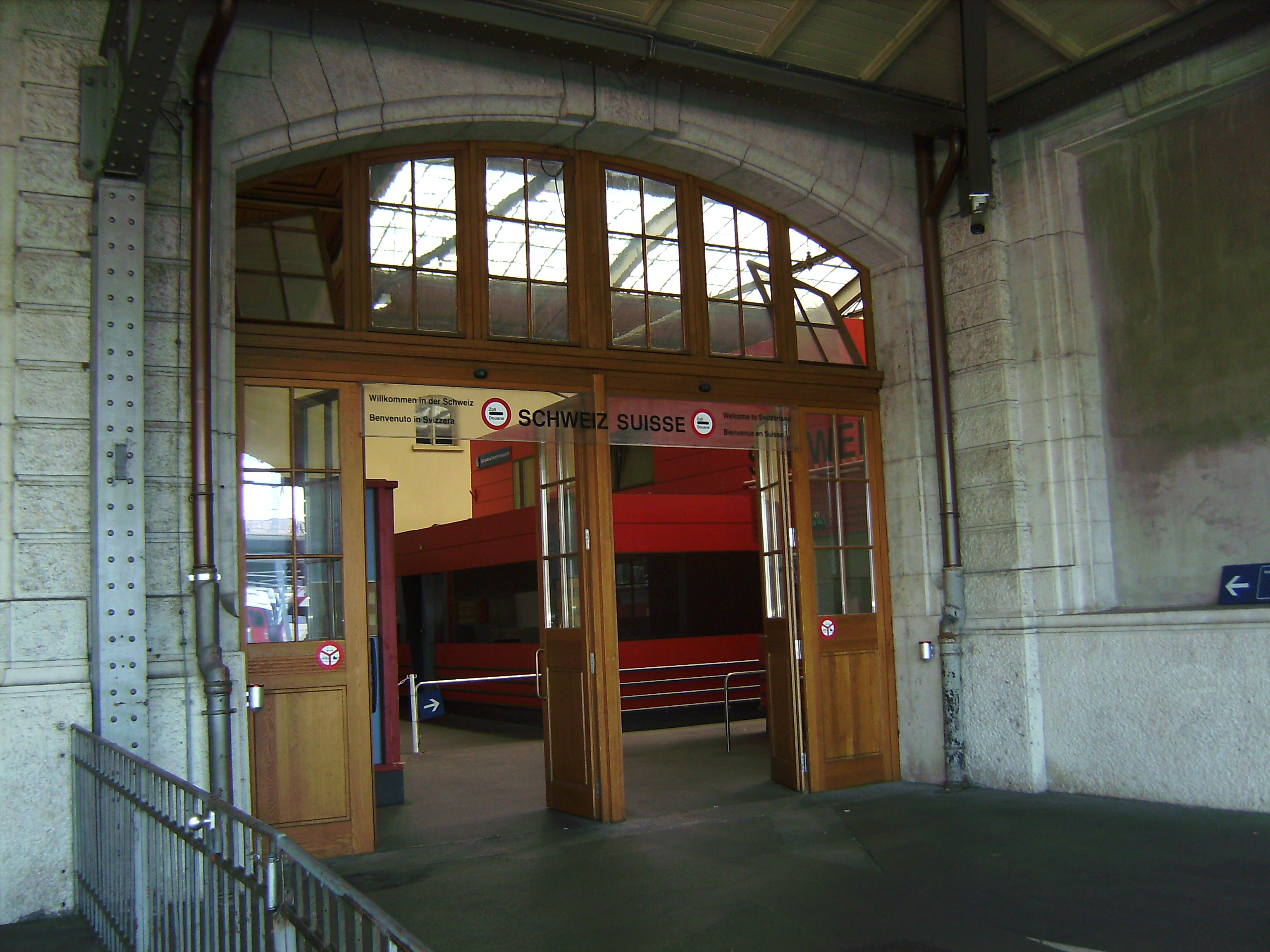
Вход в швейцарскую часть вокзала

Базель SBB (нем. Basel SBB) — один из двух крупнейших вокзалов Базеля (наравне с вокзалом Базель-Бадишер-Банхоф). Часть станции юридически относится к территории Франции, используется французскими железными дорогами и называется Базель SNCF (фр. Bâle SNCF). Фактически же Базель SBB и Базель SNCF являются единой железнодорожной станцией.
Базель SBB — важный транспортный узел, он обслуживает пригородные, национальные и международные поезда. На привокзальной площади имеются остановки большинства трамвайных маршрутов Базеля. Автобусный экспресс-маршрут связывает вокзал с базельским аэропортом.